# Puntero láser

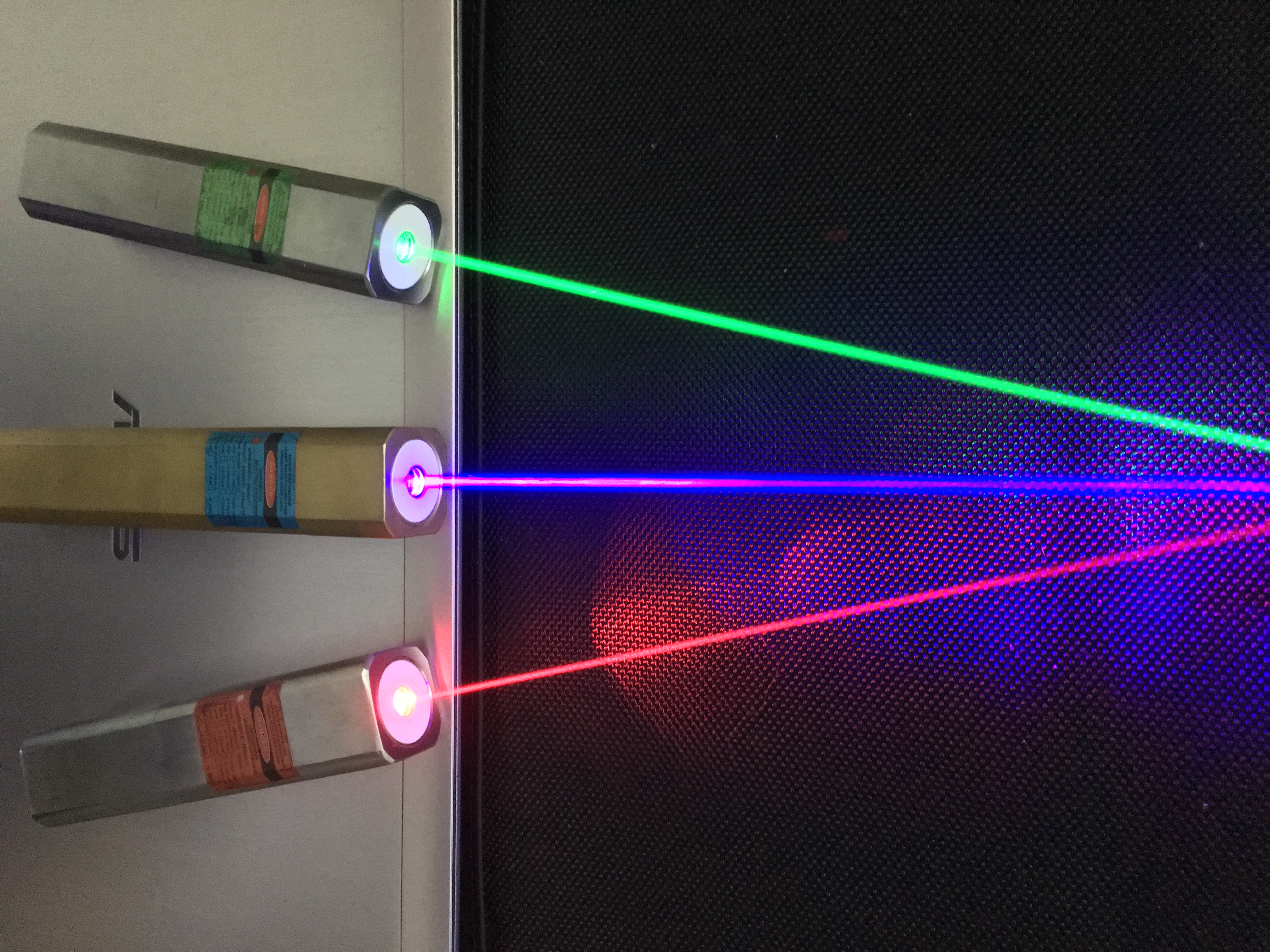
Puntero láser (color: rojo, verde, morado)

Un puntero láser está diseñado para resaltar algo de interés proyectando un pequeño punto brillante de luz de colores sobre el mismo. La mayoría de punteros láser tienen una potencia tan baja que el haz proyectado presenta un riesgo mínimo para los ojos en caso de exposición accidental incluso si es de 10mw. El rayo láser no es visible directamente, sino como resultado de la luz dispersada por las partículas de polvo a lo largo de la trayectoria del haz. El ancho del haz en los típicos punteros de media y baja potencia hace que sea invisible en un ambiente razonablemente limpio, muestra un punto de luz al incidir en una superficie opaca. Algunos punteros láser son apenas visibles a través de la dispersión de Rayleigh, visto desde el lado moderado a condiciones de poca luz.

## Antecedentes
Antes de la invención del láser, existió un aparato cuya finalidad era similar a la de los actuales punteros.  Este aparato, conocido como puntero proyectable fue diseñado y creado por el español Leonardo Torres Quevedo. Para ello diseñó un sistema articulado que permitía desplazar, a voluntad del ponente, un punto o puntos al lado de la placa de proyección, lo que permitía señalar las zonas de interés en la transparencia. Torres Quevedo expresó así la necesidad de este invento: 

«Bien conocidas son las dificultades con las que tropieza un profesor para ilustrar su discurso, valiéndose de proyecciones luminosas. Necesita colocarse frente a la pantalla cuidando de no ocultar la figura proyectada para llamar la atención de sus alumnos sobre los detalles que más les interesan y enseñárselos con un puntero».

## Tipos de puntero láser
Los primeros punteros láser fueron los de helio-neón (He-Ne), láseres de gas y su radiación láser generado era de 634 nanómetros (nm), por lo general destinadas a producir un rayo láser con una potencia de salida que no supera 1 milivatio (mW). Los punteros láser menos costosos utilizan un diodo de láser rojo profundo, cerca de 670/650 nanómetros (nm) de longitud de onda. Un poco más caros utilizan un diodo rojo-naranja de 635 nm, haciéndolos más fácilmente visibles que sus homólogos de 670 nm, debido a la mayor sensibilidad del ojo humano a 635 nm. Otros colores también son posibles, con el láser verde de 532 nm siendo la alternativa más común. En los últimos años, los punteros láser color amarillo-naranja, en 593,5 nm, han sido puestos a disposición. En septiembre de 2005, la computadora de mano punteros láser azul a 473 nm, también se han hecho disponibles. Muy recientemente, el láser blu-ray/violet a 405 nm también se han hecho disponibles. 
El brillo aparente en un lugar de un rayo láser no solo depende de la potencia óptica del láser y la reflectividad de la superficie, sino también sobre la respuesta cromática del ojo humano. Por la misma potencia óptica, el láser verde parece más brillante que otros colores porque el ojo humano es más sensible a bajos niveles de luz en la región verde del espectro (longitud de onda de 520 a 571 nm). Disminuye la sensibilidad para longitudes de onda más rojas o azules. Aunque el láser de pigmento verde siempre ha sido considerado poco dañino para el sistema ocular que el de otros pigmentos láseres.
La potencia de salida de un puntero láser se mide generalmente en milivatios (mW). En los EE.UU., los láseres se clasifican por el American National Standards Institute y por la Food and Drug Administration (FDA). Punteros láser visibles (400-700 nm) que operan a menos de 1 mW de potencia son clase 2 o II y punteros láser visibles de funcionamiento con 1-5 mW de potencia son clase 3R o IIIa. Clase de láser 3B/IIIb (en funcionamiento entre 5-500 mW) y clase 4/IV láser (que funcionan por encima de 500 mW) no pueden ser legalmente promovidos como punteros láser.

## Peligros

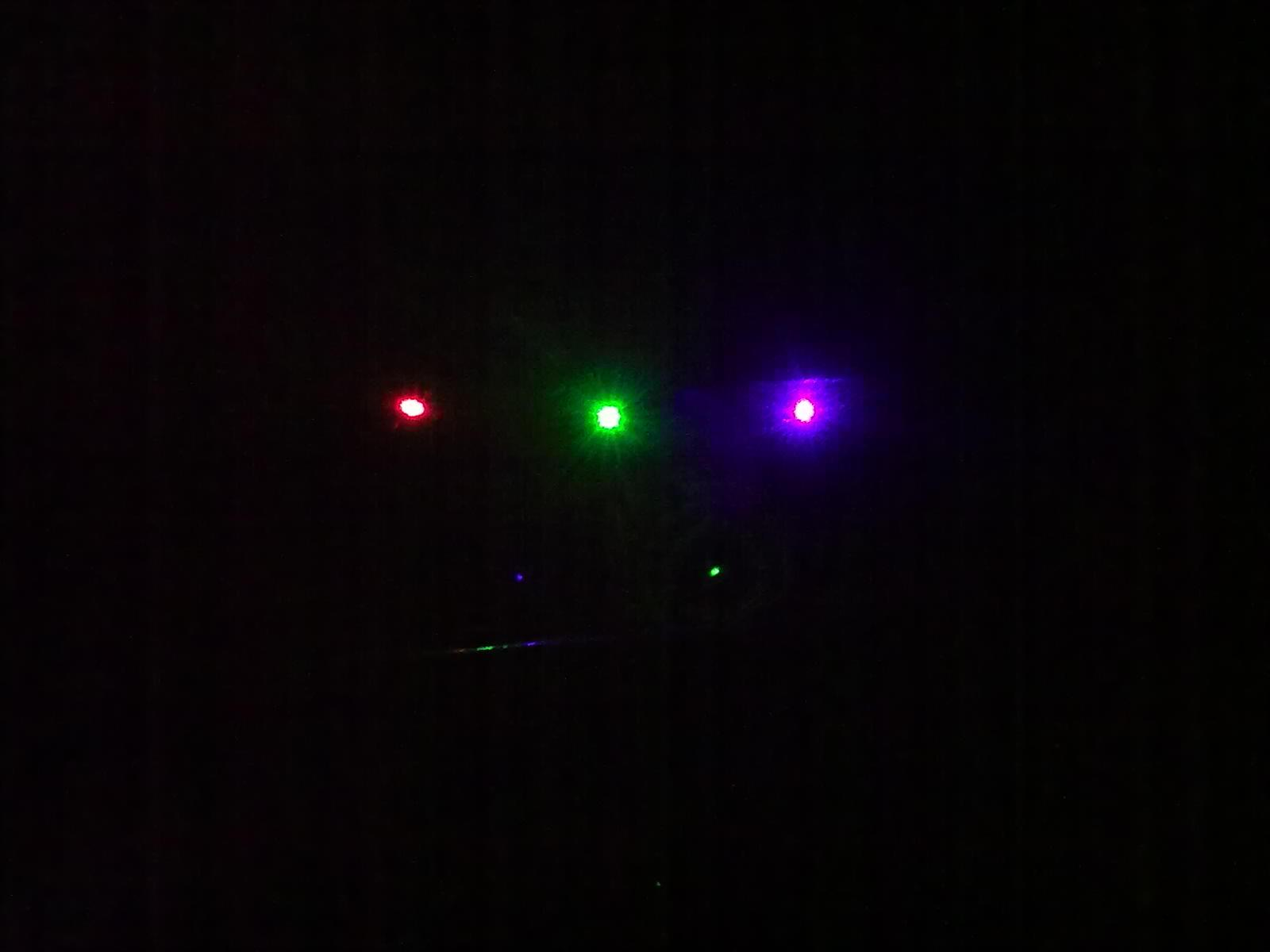
Láser puntos (longitud de onda: 650, 532, 405 nm)

La entrada de los punteros láser a disposición del público en general varía de un país a otro a fin de evitar daños accidentales a la retina de los ojos humanos. La FDA de los EE. UU. determinó que la clase láser III podría provocar lesiones a los ojos si la ve directamente por aproximadamente 0,25 segundos, aunque se ha citado la evidencia de que la exposición a los rayos láser visible es "generalmente" limitada por el reflejo de parpadeo del ojo, que se han programado en estudios recientes, justo por debajo de 0.25 segundos. Más muestran que el riesgo para el ojo humano de una exposición accidental a la luz disponible en el comercio de los punteros láser de clase III a los poderes hasta 5 mW, parece más bien pequeño, por lo general la participación deliberada de la mirada fija en la viga de 10 segundos o más. La visualización de un puntero láser durante más de 10 segundos puede ser perjudicial, sin embargo la Agencia de Protección de la Salud del Reino Unido advierte del peligro de alta potencia (más de 5 milivatios) típicamente los punteros láser verdes están disponibles en Internet, con poderes de rayo láser a unos pocos cientos de milivatios, ya que son "extremadamente peligrosos y no aptos para la venta al público."

## Reglamento y uso indebido
Debido a la facilidad de adquisición de los punteros láser, se ha extendido su uso indebido, y esto ha conducido a que se elaboren disposiciones específicas con objeto de regular su uso. Su gran alcance hace que sea difícil encontrar el origen de un punto láser. En algunas circunstancias hacen que el miedo de la gente crea que están siendo atacados por las armas, ya que son indistinguibles los puntos láser en las retículas. Su luz es muy brillante, un pequeño lugar permite deslumbrar y distraer a los conductores y pilotos de aeronaves, y puede ser peligroso para la vista si es destinado a los ojos. 
En enero de 2005, un hombre de Nueva Jersey, Estados Unidos. fue arrestado por apuntar un puntero láser verde en un avión pequeño volando. 
En 2008, los punteros láser tenían como objetivo a los ojos de los jugadores en una serie de partidos de todo el mundo del deporte. Olympique Lyonnais, fue multado por la UEFA debido a que un puntero láser fue dirigido por un fan del Lyon a Cristiano Ronaldo. En las eliminatorias de la FIFA, el último partido celebrado en Riad, Arabia Saudita entre el equipo local y el equipo de Corea del Sur, el arquero coreano Lee Woon-Jae fue golpeado en el ojo con un rayo láser verde.
A pesar de las leyes que limitan la salida de los punteros láser en algunos países (como Estados Unidos y Australia), el aumento de los dispositivos de poder se producen actualmente en otras regiones (especialmente en China y Hong Kong), y con frecuencia son importados por los clientes que compren directamente a través de correo en Internet. La legalidad de dichas operaciones no siempre es clara, por lo general, el láser se vende como la investigación o dispositivos OEM (que no están sujetos a las restricciones de la misma potencia), con una advertencia de que no se van a utilizar como punteros. Vídeos de bricolaje son también a menudo publicados en sitios de intercambio de vídeo en Internet como YouTube que explican cómo hacer que un puntero láser de alta potencia usando el diodo de una grabadora de disco óptico. A medida que la popularidad de estos dispositivos de aumento, los fabricantes (principalmente de China) comenzaron a fabricar similares punteros de alta potencia. La FDA de EE.UU. ha publicado una advertencia sobre los peligros de estos láseres de alta potencia. A pesar de las denuncias, los láseres son con frecuencia vendidos en envoltorios para punteros láser. Los láseres de este tipo no pueden incluir características de seguridad, a veces se encuentra en los módulos de láser vendidos para fines de investigación. 

### Australia
En abril de 2008, tras una serie de ataques coordinados contra aviones de pasajeros en Sídney, el gobierno australiano anunció que iba a restringir la venta y la importación de determinados productos láser. El gobierno todavía tiene que determinar qué clases de punteros láser para su prohibición. Después de algún debate, el gobierno de Australia votó a favor de emitir una prohibición nacional de importación de los láseres que emiten un haz más fuerte que 1 mW, que fue eficaz en 1 de julio de 2008. Aquellos cuyas profesiones requieren el uso de un láser se puede solicitar una exención. 
En Victoria, Nueva Gales del Sur, y en Canberra Australian Capital Territory, un puntero láser con un límite de emisiones de acceso superior a 1 mW está clasificada como un arma prohibida y la venta de esos artículos deben ser registrados. En Australia Occidental los cambios de reglamentación han clasificados los punteros láser como armas de control y la demostración de una razón legal para la posesión es necesario. Además, el Gobierno del Estado ha prohibido a partir de 2000 la fabricación, venta y posesión de punteros láser de clase superior a 2. En Nueva Gales del Sur y Canberra Australian Capital Territory, el estándar de seguridad de los productos para los punteros láser prescribe que debe ser una clase 1 o de un producto láser de clase 2.
En febrero de 2009, un jugador de críquet sudafricano Wayne Parnell le fue dirigido a los ojos un puntero láser cuando trató de tomar una captura y se dejó caer. Negó que se trataba de una razón para dejar caer la pelota, pero a pesar de esto, el MCG decidió mantener un ojo para los punteros láser. 

### Canadá
No existen regulaciones de control de la importación y venta de punteros láser se ha establecido en Canadá hasta la fecha, a excepción de la regulación federal que los fabricantes cumplen con los dispositivos emisores de ley de radiación. En noviembre de 2008 solo una persona ha sido acusada en virtud de la Ley de Aeronáutica, que conlleva una pena máxima de 100.000 dólares y cinco años de prisión, por tratar de cegar a un piloto con un láser. Otros cargos que pudiera imputarles incluyen daño y asalto.un ejemplo claro es un accidente terrorífico que ha sucedido en un pueblo.

### Estados Unidos
Los punteros láser son de clase II o de dispositivos de clase IIIa, con potencia de salida de haz menos de 5 milivatios (<5 mW). Según EE.UU. Food and Drug Administration (FDA) de los reglamentos, los láseres más poderosos no pueden ser vendidos o promovidos como punteros láser. Además, cualquier láser de clase superior IIIa (más de 5 milivatios) requiere una clave de bloqueo del interruptor y otras características de seguridad. 
Todos los productos láser que ofrece en el comercio en los EE.UU. deben registrarse con la FDA, independientemente de la potencia de salida. 
En Utah es un delito menor de clase C apuntar un puntero láser a un oficial de la ley y es una infracción apuntar un puntero láser a un vehículo en movimiento. 
El 2 de noviembre de 2009, Dana Christian Welch del Sur de California fue sentenciado a 2,5 años en una prisión federal tras ser declarado culpable por apuntar una luz láser a los ojos de dos pilotos de diferentes aterrizajes de aviones Boeing en el aeropuerto John Wayne.

### Países Bajos
Desde 1998, la clase permitida de punteros láser ha sido de 2, antes de 1998, se le permitió 3a clase. En el 2004 un ciclista fue apuntado con un puntero láser provocándole la pérdida del 80% de su visión. El láser con el que se había apuntado superaba la barrera de los 2000 mW.Ya que ocasionó mucho daño

### Reino Unido
En Reino Unido y en mayor parte de Europa se han armonizado en la clase 2 (<1 mW) para consejos sobre el uso de láser de presentación general o punteros láser. No hay leyes específicas del Reino Unido en relación con los punteros láser, sin embargo, en salud y seguridad insisten en la regulación sobre el uso de la clase 2 en cualquier lugar que el público puede entrar en contacto con la luz láser, y la DTI ha hecho normas comerciales a utilizar sus facultades en el General Product Safety Regulations 2005 para eliminar los láseres por encima de la clase 2 en el mercado en general.

### Colombia
La Superintendencia de Industria y comercio, ha prohibido la comercialización y/o producción de apuntadores láser cuando la potencia de este supere 1mv (un milivatio), mediante la resolución 33767 publicada el 2 de junio de 2016, aunque es de carácter preventivo, en la medida que plantea una restricción a la comercialización, de manera temporal y prorrogable. Mediante la Resolución 57151 de 2016, 'se levanta la medida preventiva impuesta en la Resolución número 33767 del 31 de mayo de 2016, y se adoptan medidas definitivas para evitar que los apuntadores láser mayores e iguales a 1 mW (milivatio) ocasionen daño o perjuicio a los consumidores', publicada en el Diario Oficial No. 49.982 de 31 de agosto de 2016. En el artículo SEGUNDO de la parte resolutiva se indica: "Prohibir de manera inmediata y definitiva la Comercialización y toda puesta a disposición a los consumidores bajo cualquier modalidad (presencial, o a través de cualquier otro tipo de venta no tradicional o a distancia) del producto denominado: “Apuntador Láser con potencia de salida mayor o igual (=) a un (1) milivatio (mW)”, “Puntero Láser con potencia de salida mayor o igual (=) a un (1) milivatio (mW)”, “Señalizador Láser con potencia de salida mayor o igual (=) a un (1) milivatio (mW)”, descrito en el numeral 8.1 de la parte motiva de esta resolución, con independencia de su marca y referencia"